# La principessa bianca
La principessa bianca (白姫抄?, Shirahime-shō, lett. "I racconti della principessa bianca") è un manga delle CLAMP, pubblicato in Giappone nel 1992, e in Italia nel 2005. Il manga racconta tre storie che ruotano intorno alla figura di una Yuki-onna, una yōkai della mitologia giapponese.
Shirahime-shō è stato pubblicato inizialmente dalla Kobunsha il 10 giugno del 1992, e in seguito ristampato dalla Kadokawa Shoten nell'agosto 2001, sulla rivista Asuka Comics DX.

## Storie
Garō no yama (牙狼の山?)
Fubuki, una giovane ragazza, fa amicizia con un lupo che l'ha salvata da un gruppo di cani. La storia tratta principalmente il suo rapporto con la madre, che non accetta la sua amicizia con il lupo, responsabile della morte del padre della giovane.
Kōri no hana (氷の花?)
Un uomo lascia la sua amata, Kaya, ad aspettare vicino ad un lago ghiacciato. Tornando trenta anni dopo, teme che la sua amata abbia trovato un nuovo amore, ma recandosi al lago, la trova al lago ad aspettarlo come promesso.
Hiyoku no tori (比翼の鳥?)
Un soldato perde la sua strada mentre stava tornando a casa della sua amata. In preda alla sua frustrazione, uccide uno di una coppia di aironi, per poi scoprire in seguito che il superstite lo stava guidando verso casa.